# Terremoto de Guatemala de 2012
El terremoto de Guatemala de 2012 fue un movimiento telúrico con una magnitud de 7,4 Mw, ocurrido el miércoles 7 de noviembre de 2012 a las 10:35:47 hora local (16:35:47 UTC). El epicentro del sismo se situó en el océano Pacífico a 35 km al sur de Champerico, Guatemala. El sismo pudo percibirse en gran parte de Centroamérica, así como el centro y sudoeste de México.
El Centro de Alerta de Tsunamis del Pacífico emitió un aviso sobre la posibilidad de un tsunami dentro de un área desde 160 a 320 km del epicentro (desde México hasta Colombia). Esta alerta fue cancelada posteriormente.
Este es el sismo más fuerte que se haya registrado en Guatemala después de 36 años, cuando el terremoto del 4 de febrero de 1976, con una magnitud 7.5 Mw, sacudió el país, dejando más de 23,000 muertos.

## Datos sísmicos
El sismo fue causado por las tensiones acumuladas en una falla inversa en la zona de subducción que se encuentra a lo largo de la costa del Pacífico de Guatemala. Se trata de una zona con una alta sismicidad causada por la placa de Cocos que empuja contra la placa del Caribe y la placa Norteamericana y esta subducida debajo de ellas, formando una zona de subducción marcada por la fosa Mesoamericana situada a unos 50 kilómetros de la costa del Pacífico de Guatemala. En la latitud del epicentro del sismo, ubicado cerca de esta triple confluencia tectónica, la placa de Cocos se mueve a una velocidad de aproximadamente 70-80 milímetros por año hacia el nornoreste con respecto a las placas del Caribe y Norteamericana.
Según datos de INSIVUMEH y del USGS, se produjeron más de 180 réplicas con una magnitud de entre 3,5 y 6,5 Mw, de las cuales 5 fueron sentidas en el país, poniendo en riesgo las obras de rescate.

## Víctimas y daños materiales

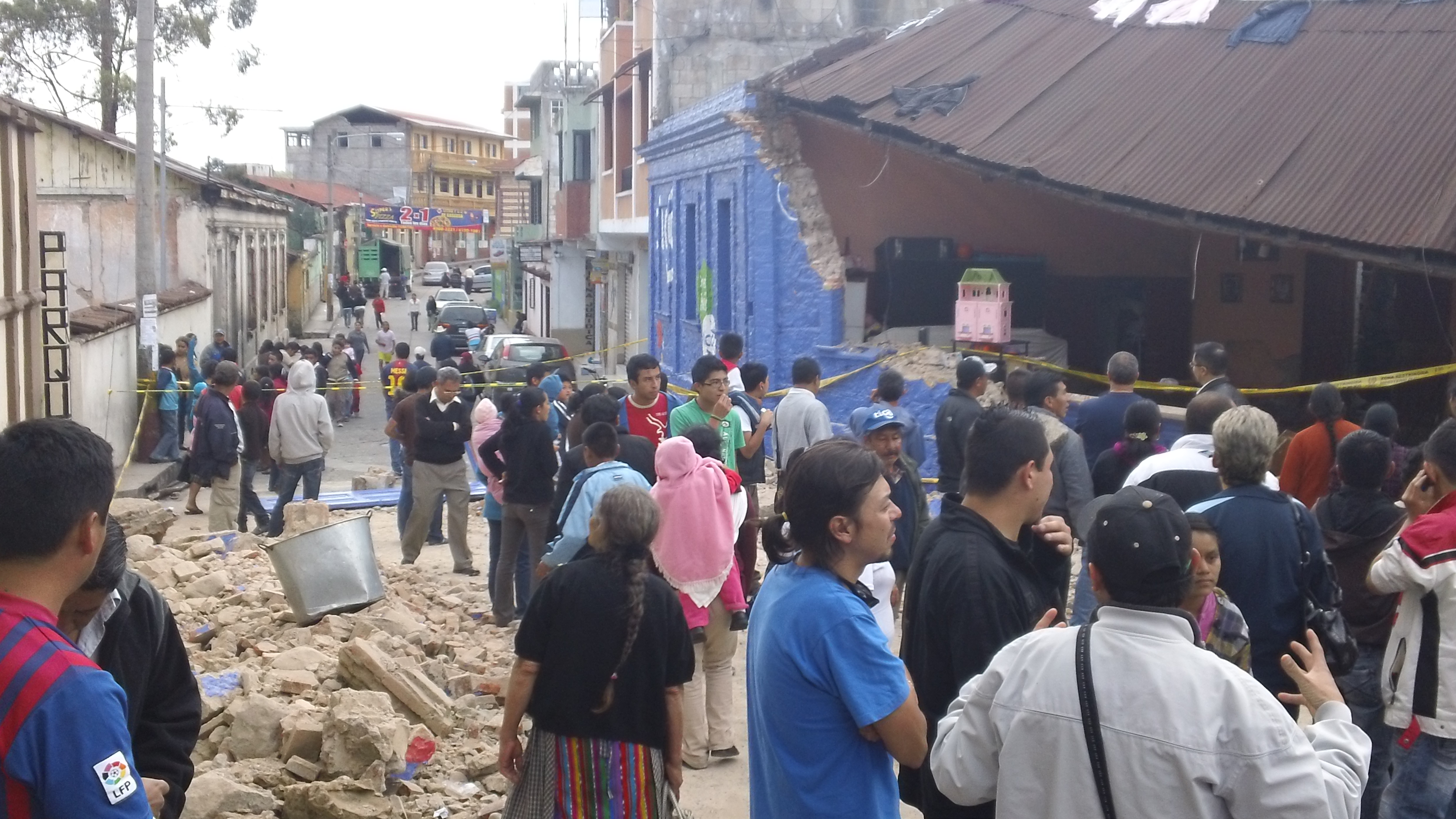
El mismo día del terremoto, los marquenses solidarios, comienzan la reconstrucción de sus viviendas y las de sus amigos y vecinos.

### Guatemala
En Guatemala los departamentos afectados fueron San Marcos, Quetzaltenango, Sololá, Retalhuleu, Totonicapán, Quiché, Huehuetenango y Suchitepéquez.
Por el momento se ha confirmado un total de 44 muertos y 175 heridos en Guatemala, mientras que USGS da a 139 la cantidad de muertos por el sismo.
En el departamento de San Marcos se registraron 30 muertos, así como edificios colapsados o con daños severos.
Diez de las víctimas, todos de una sola familia, fallecieron soterrados por un deslizamiento que ocurrió en el municipio de San Cristóbal Cucho.
En el departamento de Quetzaltenango se registraron once muertos en los municipios de Zunil, Concepción Chiquirichapa, Huitán y Quetzaltenango.
Un día después del sismo, se registró un total de 2966 evacuados y 5251 damnificados de una población afectada de 1,3 millón. Siete días después del terremoto, estas cifras incrementaron a 25.941 evacuados y 26.010 damnificados.
Los daños materiales fueron considerables en los 8 departamentos afectados. Miles de viviendas sufrieron daños severos o fueron destruidas, carreteras fueron bloqueadas por deslizamientos y se produjeron cortes de electricidad y de comunicación. Según información preliminar de la Coordinadora Nacional para la Reducción de Desastres (CONRED), 12.376 viviendas fueron afectadas, de las cuales 2637 han sido declaradas inhabitables.  Brigadas de evaluación de daños —compuestas de 800 técnicos de CONRED, militares, y voluntarios capacitados— fueron creadas para evaluar la totalidad de los daños en los departamentos afectados.
Más de 25.000 personas fueron evacuados, de las cuales más de 9000 están atendidas en 61 albergues en los departamentos de San Marcos, Quiché y Quetzaltenango.
En la capital del país, Ciudad de Guatemala, el edificio del Palacio Nacional de la Cultura  (sede del gobierno hasta el año 2001) y que sufrió algunos daños en el sismo de 1976, resultó con algunas fisuras; aunque los daños fueron catalogados por las autoridades del Palacio y Museo como leves, hubo separaciones de las columnas que dividen los tres bloques que componen el edificio. Algunas lámparas quedaron rotas y ciertas piezas decorativas de madera se cayeron, pero la mayor preocupación es el desprendimiento de los murales del artista Alfredo Gálvez Suárez, entre el primer y el segundo pisos del inmueble, ya que es visible que el material sobre el que fueron pintados -celotex- se separó de las paredes.

### México
En México no hubo víctimas ni daños materiales de consideración. En el estado de Chiapas, se registraron daños leves o moderados. Edificios públicos fueron evacuados y los servicios telefónicos y de Internet sufrieron interrupciones. En más de una docena de edificios se produjeron fisuras menores, incluyendo el ayuntamiento de Tapachula y una escuela en Ciudad Hidalgo, pero se descartaron víctimas.
En la ciudad fronteriza de Tapachula solo hubo daños menores en la infraestructura urbana, como la caída de semáforos, lámparas, plafones, rotura de cristales, fisuras y desprendimientos pequeños de repello. Durante el sismo mucha gente sufrió ataques de histeria por la intensidad y duración del movimiento. Después del terremoto se suspendieron las actividades educativas.
Según un medio de prensa mexicano hubo 17 muertos en San Cristóbal de las Casas en Chiapas, pero esta noticia no ha sido confirmada por las autoridades mexicanas, ni por otros medios de prensa.[cita requerida]
En Oaxaca, se declaró zona de desastre al municipio de San Baltazar Yatzachi el Bajo, debido a los daños que dejó en esa zona, que fue una de las más afectadas en México por el sismo.

## Ayuda internacional
Varios países ofrecieron sus condolencias con el país centroamericano y además ofrecieron ayuda:
- Canadá: envió ayuda a Guatemala.[36]
- Colombia: envió unidades de rescate y alimentos a Guatemala.[36]
- Costa Rica: envió ayuda humanitaria a Guatemala.[36]
- Chile: también ofreció ayuda humanitaria y unidades de rescate.[37]
- Ecuador: también ofreció ayuda humanitaria y unidades de rescate.
- El Salvador: ofreció de inmediato apoyo económico y logístico a Guatemala.[cita requerida]
- España: envió un cargamento de más de 600 carpas, 1 500 colchonetas, 3 000 frazadas y hasta 22 toneladas de ayuda a Guatemala.[38][39]
- Estados Unidos: envió 50 000 USD en efectivo en ayuda a Guatemala, dicha cantidad será utilizada para reconstrucción y remodelación de inmuebles.[40][41]
- Francia: envió asistencia médica y especializada en rescate a Guatemala.[42]
- Haití: a pesar de sus condiciones tras el terremoto que sacudió este país en 2010, también envió ayuda a Guatemala.[43]
- Honduras: también ofreció ayuda a Guatemala.[44]
- Guatemala: el ministro de finanzas públicas de Guatemala expresó que el gobierno había reservado 800 millones quetzales para cubrir las necesidades emergentes de la población afectada. El Ministerio de Salud asignó 1 millón de quetzales para el hospital de San Marcos y envió dos camiones con medicamentos.[13] En la ciudad de Guatemala, diversas organizaciones recogieron provisiones donadas para las personas afectadas.[45]
- México: el presidente de México, Felipe Calderón Hinojosa ordenó el envío de 42 toneladas de ayuda humanitaria y unidades de rescate a Guatemala.[46]
- Nicaragua: envió asistencia médica y especializada en rescate a Guatemala.[42][47]
- Panamá: las autoridades de socorro de este país ofrecieron su apoyo a Guatemala.[48]
- Perú: expresó su solidaridad con Guatemala y ofreció su apoyo.[49]
- Taiwán: envió 60 000 USD en efectivo en ayuda a Guatemala, dicha cantidad será utilizada para reconstrucción y remodelación de inmuebles.[40]
- Venezuela: envió comida y apoyo médico a Guatemala.[50]
- La Cruz Roja Internacional apoyará a Guatemala.[51]
- La Unesco donó 50 000 USD en efectivo en ayuda a Guatemala, dicha cantidad será utilizada para reconstrucción y remodelación de espacios educativos.[52]
- La Unión Europea expresó su solidaridad con el pueblo y autoridades de Guatemala por la pérdida de vidas humanas.[53]
- La Organización de los Estados Americanos expresó sus condolencias, ofreció ayuda económica y pidió apoyo a sus miembros americanos.[54]
- La Organización de las Naciones Unidas ordenó el envío de apoyo económico a Guatemala.[55]